# Abner Teixeira
Abner Teixeira da Silva Júnior (Osasco, 10 settembre 1996) è un pugile brasiliano.

## Biografia
Ha rappresentato il Brasile ai Giochi olimpici estivi di Tokyo 2020, vincendo la medaglia di bronzo nel torneo dei pesi massimi.
Ai Giochi panamericani di Lima 2019 ha guadagnato il bronzo nel torneo dei pesi massismi.

## Palmarès
- Giochi olimpici

Tokyo 2020: bronzo nei pesi massismi;
- Giochi panamericani

Lima 2019: oro nei pesi massismi;